# Rhaphiolepis
Rhaphiolepis (sin. Raphiolepis Lindl.) es un género de quince especies de arbustos perennes o pequeños árboles pertenecientes a la familia Rosaceae, nativo de las regiones templadas y subtropicales de este y sudeste de Asia, desde el sur de Japón, sur de Corea y sur de China hasta Tailandia y Vietnam. El género está estrechamente relacionado con Eriobotrya.
Las especies varían de tamaño, solamente algunos alcanzan 1-1.5 metros de altura, mientras que R. ferruginea puede alcanzar los 10 m. Las hojas son alternas, coriáceas, simples y de color verde oscuro con 3-9 cm de longitud, con los márgenes enteros o serrados. Las flores son blancas o rosadas con 1-2 cm de diámetro, produciéndose en pequeños o grandes corimbos. Los frutos son como pequeñas manzanas de 2 cm de diámetro de color púrpura oscuro a negro que contiene una sola semilla.

## Cultivo y uso
La especie más conocida, R. indica del sur de China, se cultiva por sus decorativas flores rosas y son populares en la cultura del bonsái. R. umbellata de Japón y Corea tiene hojas y flores blancas. Son las más duras de las especies ya que toleran temperaturas de -15 °C.
Los frutos son comestibles cuando se cocinan y pueden usarse para hacer mermelada.

## Taxonomía
Rhaphiolepis fue descrito por John Lindley y publicado en Botanical Register; consisting of coloured . . . 6: 468, en el año 1820. La especie tipo es: Rhaphiolepis indica (L.) Lindl. ex Ker.

## Especies
- Rhaphiolepis ferruginea
- Rhaphiolepis fragrans
- Rhaphiolepis indica
- Rhaphiolepis integerrima
- Rhaphiolepis kerrii
- Rhaphiolepis lanceolata
- Rhaphiolepis major
- Rhaphiolepis salicifolia
- Rhaphiolepis umbellata